# Kamienica przy ulicy Józefa Dietla 95 w Krakowie
Kamienica przy ulicy Józefa Dietla 95 – zabytkowa kamienica znajdująca się w Krakowie, w dzielnicy I przy ulicy Józefa Dietla, na Wesołej.
Kamienica została wzniesiona w 1883 roku według projektu architekta Stefana Żołdani. Około 1967 roku odbył się remont budynku.
10 sierpnia 1988 kamienica została wpisana do rejestru zabytków. Znajduje się także w gminnej ewidencji zabytków.